# 博西里
48°55′52″N 26°10′15″E / 48.93111°N 26.17083°E
博西里（烏克蘭語：Босири）是位於烏克蘭西部泰爾諾皮爾州裏喬爾特基夫區的村莊，始建於1939年，面積1.31平方公里，2024年人口50，人口密度每平方公里140.6人。